# La Rioja (provins i Argentina)
La Rioja (Provincia de La Rioja) är en provins i nordvästra Argentina. Provinshuvudstad heter också La Rioja. Talampaya nationalpark ligger i provinsen.